# Cerkiew św. Proroka Eliasza w Dubinach
Cerkiew pod wezwaniem św. Proroka Eliasza – prawosławna cerkiew cmentarna w Dubinach. Należy do parafii Zaśnięcia Przenajświętszej Bogurodzicy w Dubinach, w dekanacie Hajnówka diecezji warszawsko-bielskiej Polskiego Autokefalicznego Kościoła Prawosławnego.

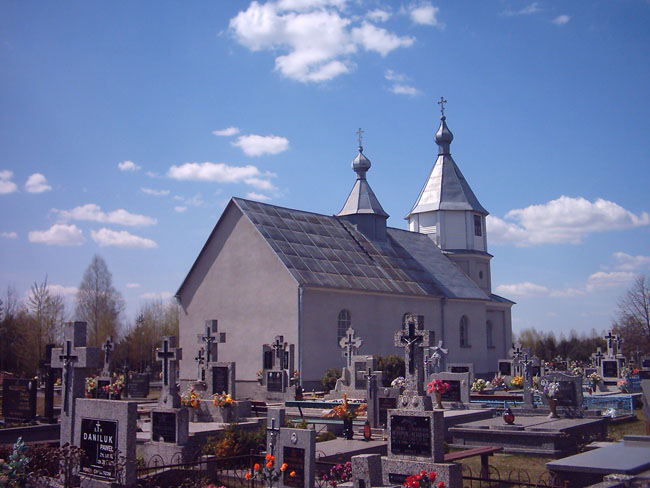
Widok cerkwi sprzed remontu

Cerkiew zbudowano w latach 1975–1976 na nowym (założonym w 1933) cmentarzu prawosławnym w Dubinach. Konsekracja świątyni miała miejsce 30 lipca 1978.
Budowla murowana, architektonicznie nawiązująca do XIX-wiecznych cerkwi podlaskich.